# Tábori lelkész

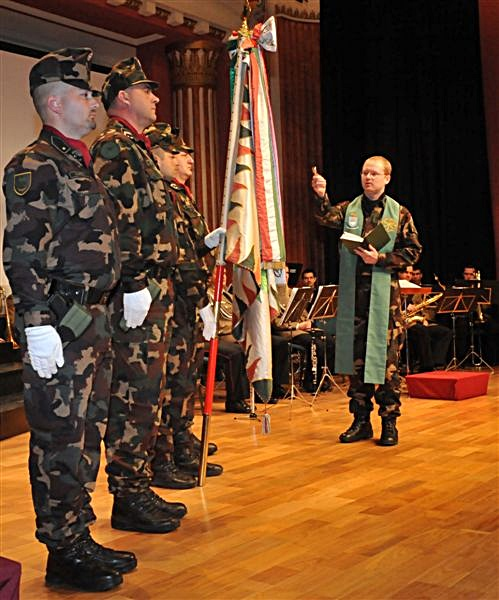
Egy tábori lelkész zászlót szentel

Tábori lelkésznek vagy katonalelkésznek nevezik valamely katonai szervezethez tartozó, Magyarországon a Magyar Honvédség lelkészét, papját. Munkáját egyrészt a Tábori Lelkészi Szolgálat keretei közt végzi, amely a Honvédelmi Minisztérium háttérintézménye, másrészt a Tábori Püspökséghez tartozóan, amely önálló egyházmegyei, illetve egyházkerületi szervezet, élén a tábori püspökkel. A katonalelkész egyszerre visel egyházi és katonai felelősséget.
Fő feladata a csapatok lelki (ezen belül: erkölcsi) erejének fenntartása, vallásgyakorlás biztosítása, istentiszteletek tartása, halottak végtisztességben részesítése, és általában a szentségek kiszolgáltatása (keresztelés, házasságkötés stb.), katonai rendezvényeken (ünnepi) beszédet, imát, áldást mondani. Lélektani jellegű feladatai: a sebesültek és csapattársaik lelkigondozása, demoralizáló események feldolgozásának segítése, katonai események lelki feldolgozásában való segédkezés, gondokkal küszködők lelkigondozása. Munkájuk kiterjed a katona közvetlen hozzátartozóira is, így feladatuk a katonák családjaival való kapcsolattartás is.

## Hierarchia
Kétféle hierarchiának tagjai a tábori lelkészek. Egyrészt a katonainak, másrészt az egyházinak.
Az egyházi hierarchia egyrészt az adott felekezet formájában nyilvánul meg, ám általánosan a püspöki, illetve a lelkészi, papi rang jelenik meg.
A szervezeti felépítés csúcsán a püspök áll, általában polgári alkalmazott kisegítőkkel (szervező főtiszt, előadó, titkár stb.) A katolikus felekezetnél az általános helynök, a protestánsoknál a hivatalvezető segíti a püspök munkáját, beosztottjaikként szolgálnak a kiemelt vezető lelkészek (a kiemelt helyőrségeken), illetve kiemelt lelkészek és a tábori lelkészek, protestáns szolgálati ágban segédlelkészek, a katolikus szolgálati ágban kisegítő lelkészek. E két utóbbi általában polgári (nincs katonai állományban) lelkész, vagy nyugállományú tábori lelkész.
A katonai szolgálati alárendeltség tekintetében a honvédelmi miniszterhez (közvetlenül a honvédelmi államtitkárhoz) tartoznak. Katonai rendszeresített (vagyis elérhető legmagasabb) rendfokozat tekintetében a lelkészek őrnagyok, a kiemelt lelkészek alezredesi rendfokozatot viselhetnek. Az általános helynök, illetve hivatalvezető szintén ezredesi, a püspök pedig tábornoki (dandártábornok) rendfokozatot visel.

## Története

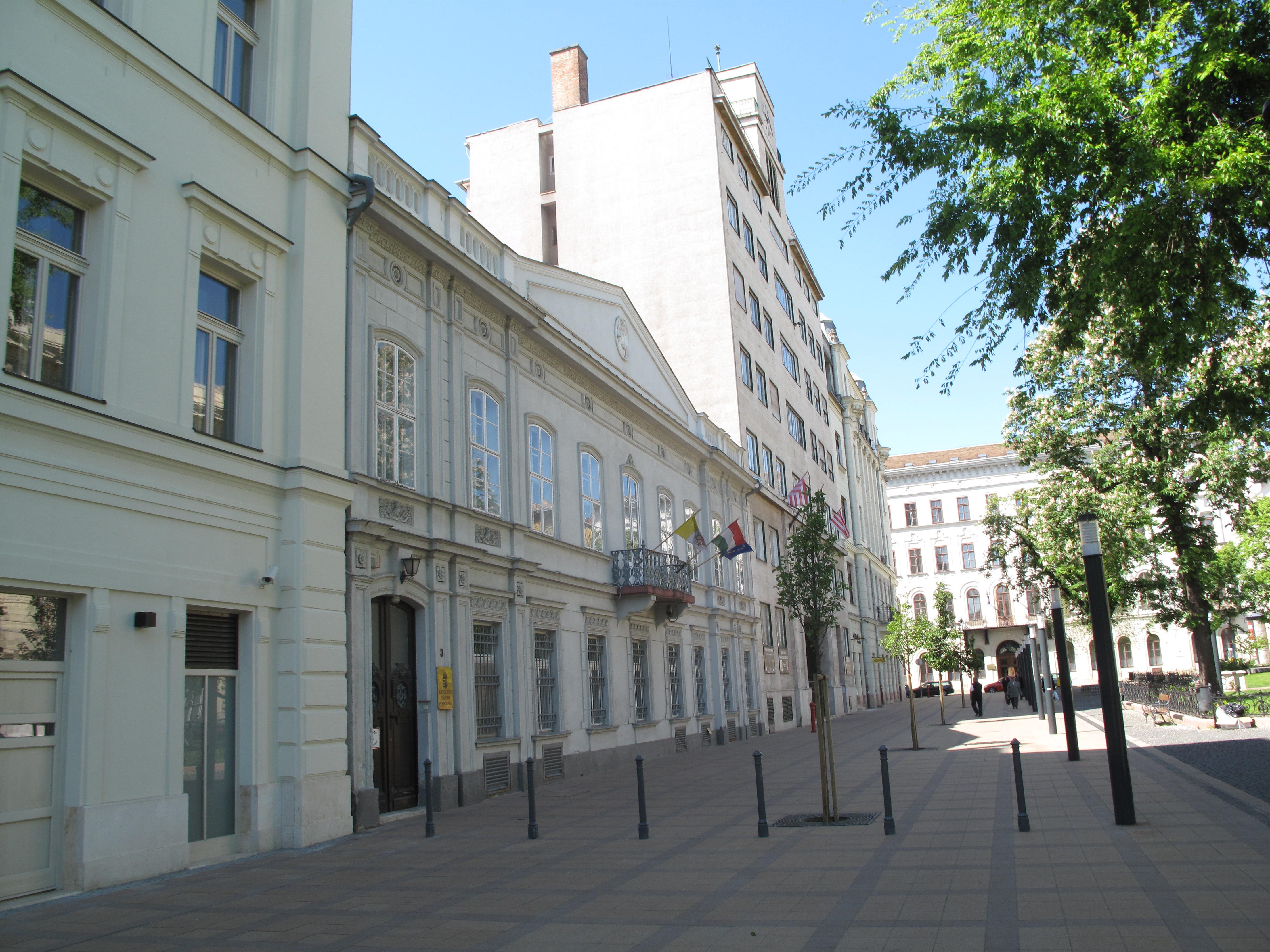
A Katolikus Tábori Püspökség központja Budapesten

A tábori lelkészet kialakulása, annak története, csaknem minden nemzet sajátja. Ennek oka elsősorban abban keresendő, hogy nem körvonalazható egyértelműen sem első megjelenése a történelemben, sem a rendszer, amiben működött. Másodsorban pedig abban, hogy minden egyes országban máskor és többnyire más formában indult útjára. Annyi bizonyos, hogy már az izraeliták magukkal vitték a papokat a harcaikba (ld. Biblia). A rómaiak a pogány papok segítségét kérték jóslásaikhoz és rituális szertartásaikhoz, amelyek elsősorban a csata végkimenetelét szolgáltattak befolyásolni. A középkorban nem volt ismeretlen a harcos pap fogalma, de legalábbis az, hogy egy pap fegyvert fogott (ld. például Nándorfehérvári csata, mohácsi csata). Később azonban kezdett kialakulni a mai formája, amelyben a pap nemharcoló státuszba került. A Magyarországi Katonai Ordinariátus védőszentje Kapisztrán Szent János áldozópap.
Magyarországon rendezett formában 1773-ban a Habsburg Birodalom fennállása idején jelent meg először, amelyet Mária Terézia hozott létre. Ekkoriban kizárólag katolikus tábori lelkészet teljesítettek szolgálatot a katonák körében, hasonlóan a plébánosokhoz. A katonai intézményeknél (Militär-Curaten) illetve a távol lévő hadtesteknél (Militär-Caplane) is teljesítettek szolgálatot.
Az első világháborúban már 2400 tábori lelkész szolgált, sőt lassan megoldódni látszódott a protestáns lelkészek bevonása is. Katonai értelemben mindannyian a sebesültszállítókhoz tartoztak és elsődlegesen a kötözőhelyeken tevékenykedtek.
1919 szeptemberében alakult meg az önálló teljesen magyar katonai lelkészség, Schnetzer Ferenc hadügyminiszter kezdeményezésére. Már ekkor hangsúlyozták, hogy a lelkészség működése kizárólag ökumenikusan elképzelhető.
A második világháborúban szintén megnőtt a jelentőségük és a létszámuk, ám a háborút követően évről évre kevesebben lettek.
1951-ben hivatalosan már egy katonalelkész sem volt nyilvántartva, 1955-ben pedig nyugdíjazták az utolsó tábori lelkészt is, aki akkor már nem is gyakorolta a hadseregben ezen tevékenységét. Így valójában hivatalosan meg nem szűnt, a gyakorlatban azonban mégsem létezett a tábori lelkészet a hadseregben.
A rendszerváltás hozta meg a fordulatot. Az 1990. évi IV. törvény (a lelkiismereti és vallásszabadságról, valamint az egyházakról) alapján mindenkinek (így minden katonának is) joga van vallását gyakorolni. A 61/1994. (IV. 20.) Korm. rendelet alapján létrehozták a Tábori Lelkészi Szolgálatot. Ezután minden történelmi egyházzal külön-külön megállapodást kötöttek. Így jött létre egy katolikus, egy protestáns (élén váltakozva egy református, egy evangélikus püspökkel) és egy zsidó tábori lelkészet.
1999-ben Magyarország csatlakozott a NATO-hoz.
2004. novembertől eltörölték a sorkötelezettséget. Ennek következményeként alapjaiban kellett átgondolni a tábori lelkészet tevékenységét. A kötelezően besorozott fiatalokat elsősorban a laktanyában lehetett elérni, ezért a tábori lelkész, egy plébániához, parókiához hasonlóan, a laktanyához kötötten munkálkodhatott. Jelentősége abban is megmutatkozott, hogy akkoriban a laktanyák egy zárt világot jelentettek. 2004 novemberétől azonban a katonák jelentős hányada családos ember, akik idejük jó részét családjuk körében, sok esetben nem is a laktanyában töltik. A NATO-hoz való csatlakozás azonban hozott egy másféle változást is a hadsereg életében: a külföldi missziókét.
Ma, a tábori lelkészet létjogosultsága nem kérdéses, hiszen a NATO-ban egységesen minden tagállamnak biztosítania kell a hadseregen belül a vallás szabad gyakorlását. Gyakorlati értelemben is szükséges a tábori lelkészek munkája az otthontól távol lévő, sok esetben más kultúrában és vallási környezetben munkálkodó katonák lelki és vallási szolgálatának biztosítása végett. A pszichológusok munkájával együtt nagy szerepet játszanak a fegyveres konfliktusokban elhunyt személyi veszteségek feldolgozásában. A szerződéses katonai szolgálat pedig a sorkatonákéhoz hasonló, mégis sok tekintetben új és egyedi lelkigondozói feladat elé állítja a tábori lelkészeket.